# Sabhal Mòr Ostaig

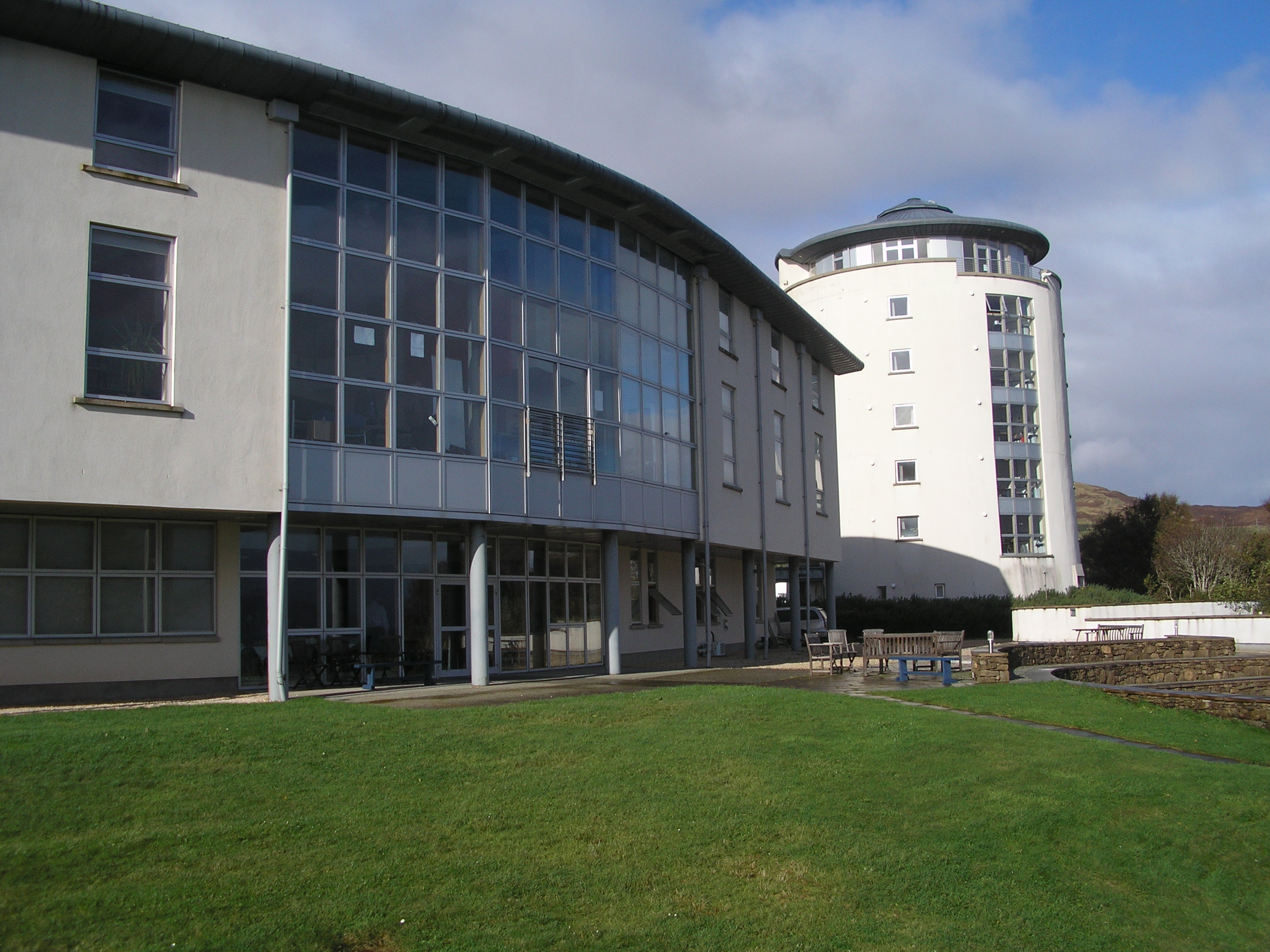
Le campus aujourd'hui

Le Sabhal Mòr Ostaig est un college de langue gaélique situé à Slèite, sur l'île de Skye (Nord-Ouest de l'Écosse). Il fait partie de l'UHI Millennium Institute, un institut regroupant les établissements d'enseignement secondaire et supérieur d'Écosse, et possède également un campus à Islay, le Ionad Chaluim Chille Ìle.
La traduction littérale du nom de l'établissement est la Grande Grange d'Ostaig.

## Histoire

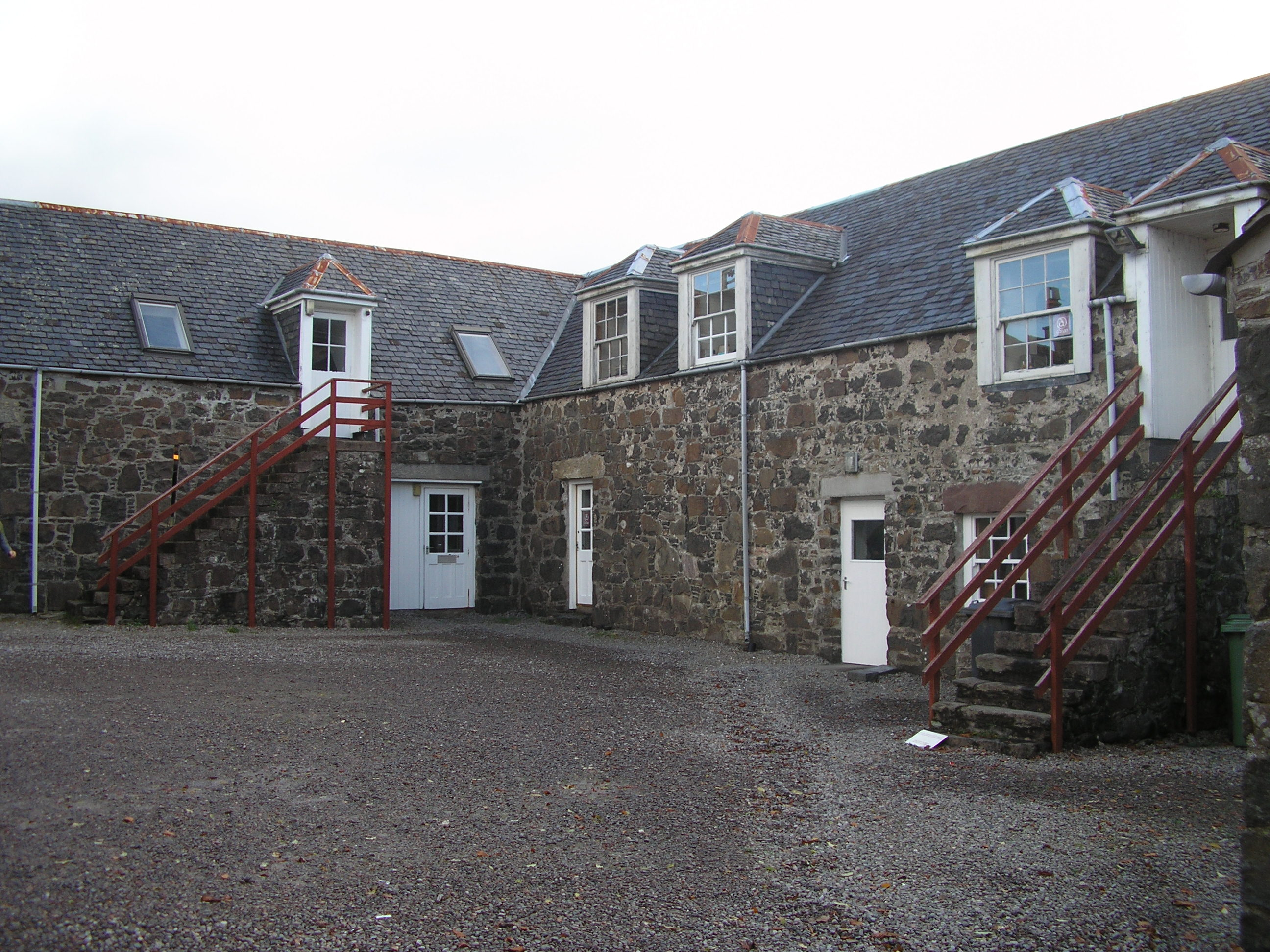
Les anciens bâtiments

Le Sabhal Mòr a été fondé en 1973 sur le site d'Ostaig Farm Square par l'entrepreneur Sir Iain Noble. Le célèbre poète de langue gaélique Sorley MacLean a fait partie des premiers administrateurs de l'établissement. En 1976, le premier directeur à plein temps fut Farquhar MacLennan, un universitaire spécialisé dans le gaélique, né à Raasay.
L'objectif initial était d'établir une bibliothèque d’ouvrages en gaélique écossais au cœur de la Gaélie, les archives historiques et le gros de la littérature qui existaient étant disponibles jusque-là essentiellement dans les grandes villes des Lowlands, terres depuis longtemps dominées par l’anglais et le scot.
À plus long terme, le but était aussi de fonder un établissement d’enseignement en gaélique écossais, offrant une formation professionnelle aux locuteurs de cette langue, sanctionnée par des diplômes officiels, et d’offrir un équipement digne de ce nom à ceux qui souhaitaient apprendre cette langue.
Par la suite, d'autres départements et équipements ayant trait au gaélique écossais sont venus s’y greffer. Certains d’entre eux, comme le centre de recherche, étaient d’ailleurs prévus à l’origine, mais les budgets disponibles n’étaient pas suffisants.
Au début, le Sabhal Mòr Ostaig proposait des cours d'été et des cours du soir. Il a aussi servi, dès le début, de maison de la culture, la grange principale ayant vu un nombre incalculable de cèilidhean depuis sa fondation. Depuis l'ouverture des équipements du campus de l'Àrainn Chaluim Chille, en 1998, le Sabhal Mòr Ostaig est aussi capable d'accueillir des festivals.
L’établissement a aussi développé des formations en partenariat avec les universités d’Aberdeen et de Stirling, mais aussi avec des institutions étrangères, notamment en Irlande, au Pays de Galles et au Canada.
À partir de 1983, le collège lance son premier programme d’études en gaélique, (comprenant un troisième cycle universitaire). Les domaines proposés continuent de porter sur des sujets contemporains et professionnels, adaptés aux besoins de la Gaélie et de ceux qui souhaitent apprendre la langue ou se former dans cette langue : les médias radiophoniques, le multimédia, le business et le management et les technologies de l'information.
La diversité des matières enseignées n’a cessé de croître et aujourd’hui, on peut aussi y étudier la musique, la littérature, la planification linguistique ou l’économe. Le Sabhal Mòr Ostaig a embrassé l'évolution technologique et les nouvelles méthodes d'enseignement, notamment en proposant des cours à distance grâce à Internet et au cloud.
Le campus a lui aussi considérablement grandi, pour répondre aux besoins du nombre croissant d'étudiants. Au campus d'origine d’Àrainn Ostaig, qui accueille maintenant des logements étudiants, des bureaux et des ateliers, s’est ajouté l’Àrainn Chaluim Chille, de l’autre côté de la route, qui comporte plus de salles de cours, d’autres logements, un centre de conférence, un auditorium, une cafétéria et une bibliothèque,
Plus récemment, s’y sont aussi ajoutés les bâtiments du Fàs et le centre Ionad Iain Nobail.
L'établissement prépare, depuis 2002, aux Bachelor degrees, en tant qu'établissement de l'UHI Millennium Institute.

## Évènements s'y déroulant
Le collège est l'endroit où se tiennent tous les ans les Sabhal Mòr Lectures, auxquelles des étudiants de gaélique du monde entier viennent assister.
Le Sabhal mòr ostaig accueille chaque année une partie des manifestations organisées dans le cadre du Fèis an Eilein (« Festival de l’île »), le festival de Skye, qui a lieu l'été. C'est une célébration de la culture de l'île et des arts de la scène, centré sur la musique traditionnelle écossaise, mais ouvert aussi au jazz, au théâtre et aux autres cultures.
L'édition 2016 était jumelée au projet international Tosta, qui a pour but le promouvoir la création artistique et de célébrer la diversité linguistique et culturelle et la gestion équilibrée des langues locales. Les communautés linguistiques impliquées ont organisé des manifestations au Pays basque, en Galice, en Frise, en Ireland, en Cornouailles, au Pays de Galles, ainsi qu'à Sabhal mòr ostaig.